# Héroes de la Antártida
«Héroes de la Antártida» es el título de una canción del trío español de música pop Mecano incluido en el álbum "Descanso dominical" lanzado al mercado en el año 1988. Este tema fue incluido también como Lado B en el maxisencillo de vinilo de "Los amantes" publicado el 28 de agosto de 1988 así como también en el sencillo "El blues del esclavo" editado el 3 de julio de 1989.
El tema lleva la autoría de José María Cano y es una pieza musical que está producida en ritmo de up-tempo, un tipo de canción que por lo general no solía componer el mayor de los hermanos Cano
La canción está basada, según se explica en el propio álbum, en un relato de Stefan Zweig. Esta canción es el tema que cierra en el disco "Descanso dominical", en versión LP y que contaba con menos canciones que las ediciones en casete y CD. solo cuenta con 11 canciones.

## Acerca de la canción
"Héroes de la Antártida" es una de las dos canciones históricas que contiene el álbum (la otra es "Laika") y la canción habla acerca del segundo hombre que llegó al Polo Sur, el fracaso del Capitán Robert Falcon Scott adelantado por el noruego Roald Amundsen el 14 de diciembre de 1911 y sobre su muerte en la Barrera de hielo de Ross, Antártida, al emprender el regreso.
La expedición estaba conformada por: Robert Falcon Scott (capitán), Edward Wilson (doctor), Henry Bowers (teniente), Lawrence Oates (capitán) y Edgar Evans (contramaestre).

## Estructura de la canción
La canción comienza con una introducción la cual está narrada por el autor sobre un efecto de fondo ventilado. Luego al minuto 0:39 irrumpen de súbito percusión y teclados que van a determinar el ritmo machacón que llevará la canción de aquí en adelante. Vocalización de Ana al minuto 0:53 con una estrofa de versos en 7 líneas espaciadas entre ellas, los arreglos de teclados entre las líneas de versos ayudan a dar una atmósfera de tensión expectante que irá in crescendo a medida que nos acercamos al estribillo a lo cual se le van sumando sonoridades en teclados y golpes de batería en transición a la siguiente parte.
La estrofa de versos (una sola) es alternada luego con el estribillo (uno solo) al minuto 1:33 en donde a la voz de Ana al cantar las primeras líneas de dicha estrofa se le aplica al final de cada frase efecto de eco con la repetidora. Voces de acompañamiento de José María en la última línea del estribillo casi imperceptible.
Segunda estrofa de versos al minuto 2:07 se ejecuta con las mismas características que la primera ya descrita. De nuevo estribillo, el mismo anterior, a la altura de 2:48 repitiendo el mismo esquema de efectos y sonidos.
Al minuto 3:14 se produce un bache en mute en casi todos los instrumentos, salvo sonido de teclado emulando a un bajo y golpeteo de escobillas marcando el ritmo. Durante este breve segmento en que la música se detiene casi por completo, la vocalización está a cargo de José María quien nos narra el último día de la expedición de Scott.
La música y la voz de la Torroja reaparecen de súbito otra vez al minuto 3:56 con el mismo ritmo frenético con que venían desempeñándose antes de la anterior pausa en mute. Canta aquí variante del estribillo pues la letra no es exactamente igual a la de los dos estribillos anteriores y este cambio en la lírica nos prepara para la parte final de la canción. Ana demuestra aquí no solo su capacidad pulmonar al alargar la vocal en la última palabra de estribillo sino también los altos registros a los que es capaz de llegar su voz.
El tema va finalizando de a poco con ella repitiendo en tris la frase interrogativa de "¿Quién se acuerda del Capitán Scott..." y José por su lado completando el texto faltante en las 2 primeras repeticiones de Ana; la tercera y última ella preguntará de nuevo esto casi que a capela. La canción se va desvaneciendo rápidamente con el mismo efecto ventilado con que inició en el intro.
A pesar de que está producida usando teclados y batería acústica como base del ritmo, de todas las canciones que integran el álbum esta es la que tiene un sonido más roquero sin llegar a serlo al cual y, es otro de esos buenos ejemplos de lo que sería el relato de una historia trágica convertida aquí, hábilmente, en una de las canciones más cañeras del disco. La canción cuando la interpretaban en vivo seguía manteniendo el mismo carácter roquero, es decir, no varía mucho en relación con la versión-álbum. Canciones como "Viaje espacial", que en el sencillo era un tema cuyo sonido estaba apoyado en teclados y batería, se le daba una vuelta de tuerca radical al interpretarla en un riguroso acústico en directo, acompañado de solo una guitarra y en la voz en solitario de José María.

## Importancia de los signos de puntuación
En la hoja Insert de letras y créditos incluida en el álbum, el autor insiste en señalar la importancia de los signos de puntuación usados en la letra del tema
1. "¿Quién se acuerda del Capitán Scott,
Evans, Wilson, Bowers y Oates?"
2. "¿Quién se acuerda del Capitán Scott?
Evans, Wilson, Bowers y Oates."

En (1) y (2) observe el lector la importancia de los signos de puntuación.
Lo anterior es válido solo en el lenguaje escrito, es decir, cuando leemos la letra de la canción; pues cuando la estamos escuchando es realmente difícil notar en dónde finaliza la pregunta propiamente dicha y dónde comienza la respuesta. En la línea (1) la pregunta es muy genérica y está englobando a todos los miembros de la expedición; pregunta que aparentemente queda sin respuesta pues no hay quién se acuerde de la expedición... En cambio en la línea (2) es mucho más específica pues solo se refiere al Capitán Scott y la respuesta a esta sería: Evans, Wilson, Bowers y Oates son los que se acuerdan de él.

## Errores históricos y geográficos
La canción dice "Que Dios salve a la reina," pero en el momento de la expedición de Scott gobernaba en Inglaterra Jorge V.
La parte hablada dice "Sobre el punto de latitud cero", lo que significaría que Scott estaba en El Ecuador terrestre y no en el Polo Sur geográfico (latitud 90°S 0°E / -90, 0).